# Falstad

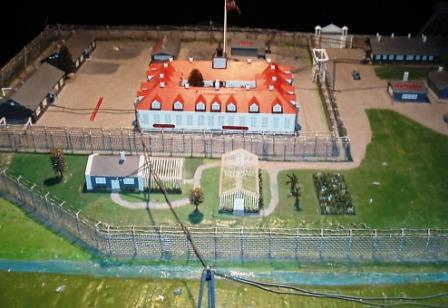
Maquette van Falstad

Falstad was tijdens de Tweede Wereldoorlog een concentratiekamp van het naziregime in Noorwegen. Het is in Ekne, 70 km ten noordoosten van Trondheim. Het is sinds 1995 een monument ter nagedachtenis van de slachtoffers die daar gevallen zijn. Bij het monument hoort ook nog een museum en een bos.

## Geschiedenis Falstad-gebouw
In 1921 werd het Falstad-gebouw in gebruik genomen als speciale jongensschool. De bouw van het scholencomplex lijkt op de bouw van een gevangenis uit de 18e eeuw.
In de zomer van 1941 toonden de Duitsers interesse voor het gebouw. In de daaropvolgende wintermaanden werd Falstad omgebouwd tot een gevangenis. Hier werden ongeveer 5000 mensen uit dertien verschillende landen opgesloten. De meeste mensen kwamen uit de Sovjet-Unie, Joegoslavië, Polen en Denemarken. Het diende als tussenstation voor concentratiekampen in Duitsland.
Na de Tweede Wereldoorlog werden hier 3000 leden van de Noorse nazipartij, Nasjonal Samling (NS), opgesloten. Het kamp werd in 1949 opgeheven. Het gebouw kreeg weer zijn oorspronkelijke functie terug: een speciale school.
In 1995 kreeg de school een nieuwe functie als museum. Dit stond in het teken van het 50-jarig jubileum van de vrijheid in Noorwegen. Het Falstad-gebouw is het best overgebleven nazikamp in Noorwegen.

## Falstad-bos
Het bos dat ongeveer een kilometer ten zuiden ligt van het Falstad-gebouw, fungeerde als de plek van executie voor 220 gevangenen in de periode 1942-1943. Gedurende de jaren 1945-1952 werden 49 graven opgegraven, om de omgekomenen te identificeren. In 1947 werd een monument onthuld voor de slachtoffers door kroonprins Olaf.